# Busuanga, Palawan
Busuanga là một đô thị in the tỉnh Palawan, Philippines. Busuanga nằm trên một phần ba phía tây đảo Busuanga thuộc nhóm đảo Calamia nằm giữa Mindoro và đại lục Palawan. Theo điều tra dân số năm 2000, đô thị này có dân số 16.287 người trong 3.047 hộ.

## Barangay

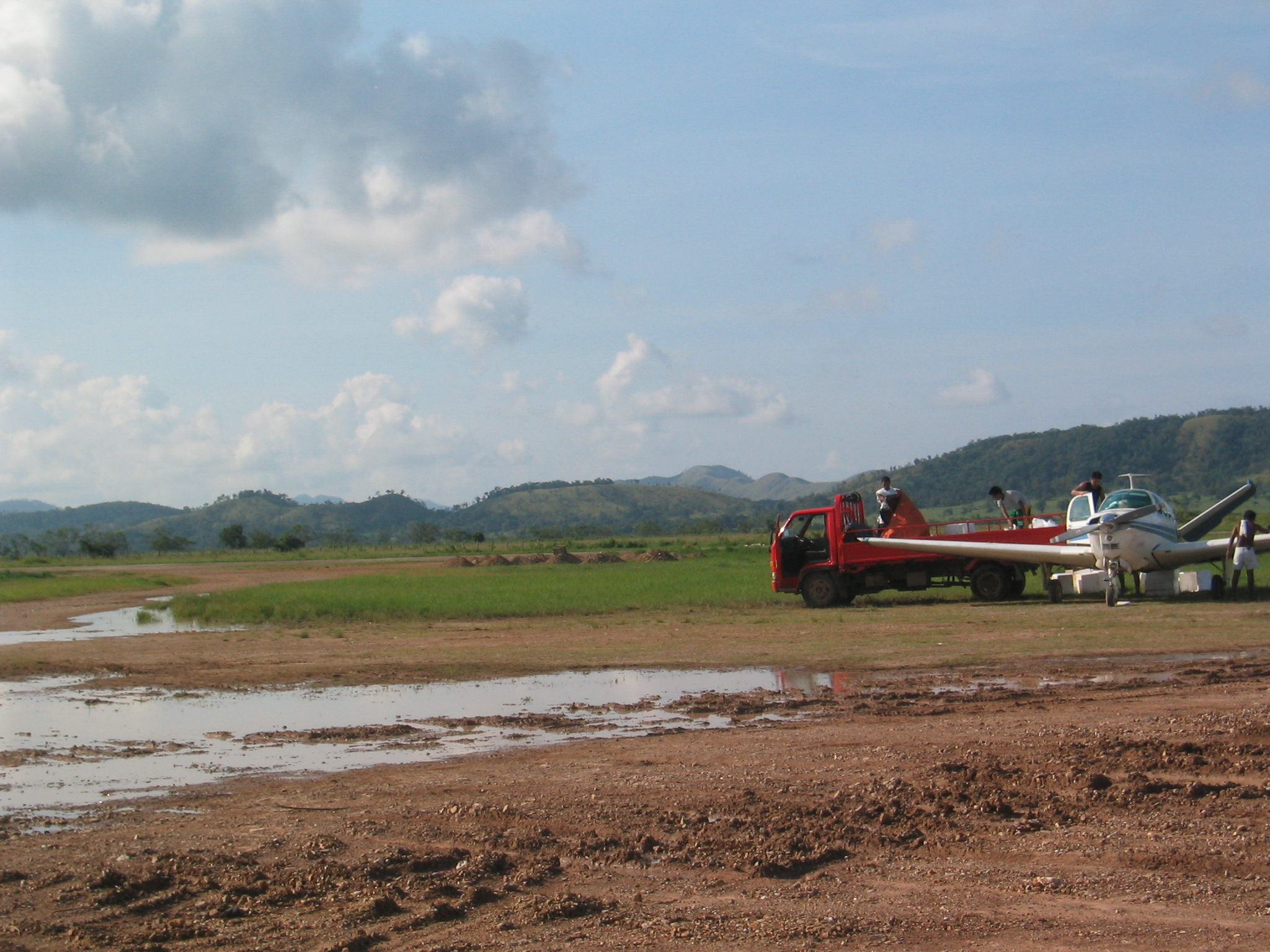
Sân bay Busuanga.

Busuanga được chia thành 16 barangay.
- Bogtong[2]
- Buluang[3]
- Cheey
- Concepcion
- Maglalambay
- New Busuanga (Pob.)
- Old Busuanga
- Panlaytan[4]
- Quezon
- Sagrada
- Salvacion
- San Isidro
- San Rafael
- Santo Niño
- Burabod
- Halsey